# قبأ المروج
قبا المروج أو حشيشة المروج أو الكلئية المرجية أو حشيشة كنتاكي هي نوع نباتي عشبي معمر ينتمي إلى جنس القبأ من الفصيلة النجيلية ويستوطن آسيا وأوروبة وإفريقية وأمريكا الشمالية. اسمه العلمي (باللاتينية: Poa pratensis). يعتبر أحد نباتات المروج ويستعمل أيضاً كمحصول علفي.
ينتشر أفقياً عن طريق الجذامير ولهذا يعد من أهم نباتات المروج نظراً لقدرته على تغطية الأرض بكثافة.

## البيئة والانتشار
موطن هذا النبات في بلاد الشام وتركيا والقوقاز وكل أوروبا.

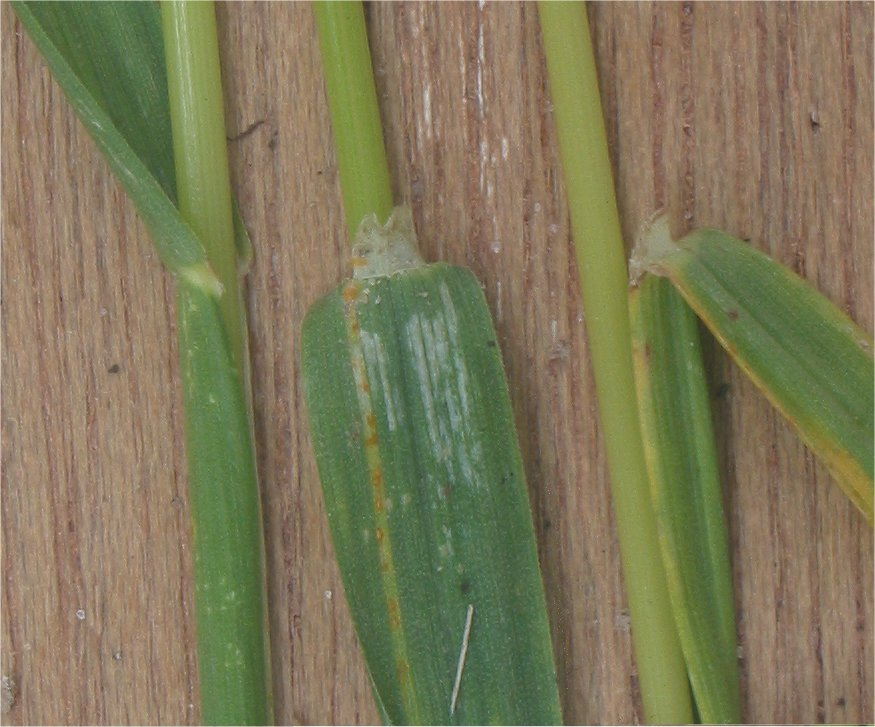
ساق وقاعدة ورقة قبأ المروج